# Koło (gmina wiejska)
Koło (do 1954 gmina Czołowo) – gmina wiejska w Polsce położona w województwie wielkopolskim, w powiecie kolskim. W latach 1975–1998 gmina administracyjnie należała do województwa konińskiego.
Siedziba gminy to Koło.
Według danych z 30 czerwca 2006 gminę zamieszkiwało 6961 osób. Natomiast według danych z 31 grudnia 2021 roku gminę zamieszkiwało 7904 osób.

## Przyroda i turystyka
Gmina wiejska Koło leży na Nizinie Południowowielkopolskiej (Kotlina Kolska). Lasy stanowią niewielki ułamek powierzchni, monotonny krajobraz zdominowany przez pola uprawne urozmaicają jedynie niewielkie wzniesienia. Przez gminę przebiega Nadwarciański Szlak Rowerowy prowadzący wzdłuż Warty z Poznania przez Koło do Jeziorska.

## Komunikacja
Przez gminę przebiega droga krajowa nr 92, łącząca Koło, z Poznaniem i Warszawą. W Kole krzyżuje się z drogą wojewódzką nr 473 (Koło – Łask) i drogą wojewódzką nr 270 (Koło – Włocławek), które pełnią ważną rolę jako alternatywną trasę z Wybrzeża na Śląsk.
Przez gminę przebiega linia kolejowa Warszawa Zachodnia – Poznań Główny.

## Parafie katolickie
Na terenie gminy znajdują się trzy kościoły parafialne obrządku rzymskokatolickiego. Wszystkie one wchodzą w skład diecezji włocławskiej.
- dekanat kolski
  - parafia Wniebowstąpienia Pańskiego w Ochlach
  - parafia Błogosławionych 108 Męczenników w Powierciu
  - parafia św. Jakuba Apostoła we Wrzącej Wielkiej

## Struktura powierzchni
Według danych z roku 2002 gmina Koło ma obszar 101,8 km², w tym:
- użytki rolne: 91%
- użytki leśne: 4%

Gmina stanowi 10,01% powierzchni powiatu.

## Demografia

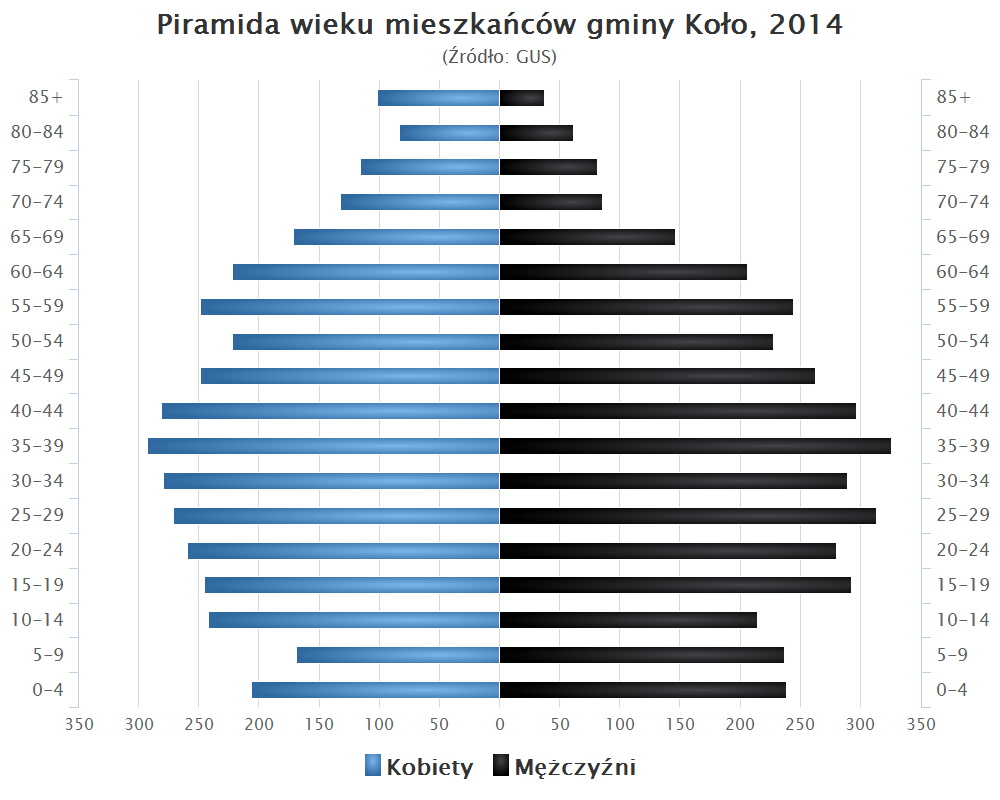
Piramida wieku mieszkańców gminy Koło w 2014 roku

Dane z 31 grudnia 2021:
| Opis                              | Ogółem | Ogółem | Kobiety | Kobiety | Mężczyźni | Mężczyźni |
| --------------------------------- | ------ | ------ | ------- | ------- | --------- | --------- |
| Jednostka                         | osób   | %      | osób    | %       | osób      | %         |
| Populacja                         | 7 904  | 100    | 3955    | 50      | 3 949     | 50        |
| Gęstość zaludnienia [mieszk./km²] | 68,2   | 68,2   | 34      | 34      | 34,3      | 34,3      |

| Opis                                | Ogółem | Ogółem | Kobiety | Kobiety | Mężczyźni | Mężczyźni |
| ----------------------------------- | ------ | ------ | ------- | ------- | --------- | --------- |
| Jednostka                           | osób   | %      | osób    | %       | osób      | %         |
| Populacja                           | 7904   | 100    | 3949    | 49,96   | 3955      | 50,04     |
| Wiek przedprodukcyjny (0–17 lat)    | 1313   | 16,61  | 629     | 7,96    | 684       | 8,65      |
| Wiek produkcyjny (18–65 lat)        | 5382   | 68,09  | 2600    | 32,89   | 2782      | 35,2      |
| Wiek poprodukcyjny (powyżej 65 lat) | 1209   | 15,3   | 720     | 9,11    | 489       | 6,19      |

## Ochotnicza Straż Pożarna
- OSP Ochle,
- OSP Powiercie,
- OSP Leśnica,
- OSP Wrząca Wielka,
- OSP Kiełczew Smużny Pierwszy,
- OSP Dąbrowa,
- OSP Przybyłów[7]

## Sołectwa
Borki, Chojny, Czołowo, Dzierawy, Dąbrowa, Kaczyniec, Kamień, Kiełczew Górny, Kiełczew Smużny Pierwszy, Kiełczew Smużny Czwarty, Leśnica, Lucjanowo, Lubiny, Mikołajówek, Ochle, Podlesie, Powiercie, Powiercie Kolonia, Przybyłów, Ruchenna, Skobielice, Sokołowo, Wandynów, Wrząca Wielka

## Wykaz miejscowości gminy i ich części
Zgodnie z rejestrem TERYT w skład gminy wchodzą następujące miejscowości (w nawiasie podano rodzaj miejscowości i identyfikator rejestru):
- Aleksandrówka (wieś; 0287303)
- Borki (wieś; 0287310)
- Budy Przbybyłowskie (wieś; 0287734)
- Chojny (wieś; 0287326)
  - Gałganicha (część miejscowości; 0287332)
- Czołowo-Kolonia (wieś; 0287355)
- Dąbrowa (wieś; 0287355)
  - Poddąbrowa (część miejscowości; 0287384)
  - Krzyżówki Dąbrowa (część miejscowości; 0287378)
- Dorobna (wieś; 0287421)
  - Ksawerowo (część miejscowości; 0287438)
- Dzierawy (wieś; 0287390)
  - Koprowa Góra (część miejscowości; 0287409)
- Kaczyniec (wieś; 0287415)
- Kamień (wieś; 0287444)
  - Stara Wieś (część miejscowości; 0287450)
  - Wrząca Mała (część miejscowości; 0287467)
- Kiełczew Górny (wieś; 0287473)
  - Fabianów (część miejscowości; 0287480)
- Kiełczew Smużny Czwarty (wieś; 0287496)
  - Perłowo (część miejscowości; 0287504)
- Kiełczew Smużny Pierwszy (wieś; 0287510)
  - Kiełczew Smużny Drugi (część miejscowości; 0287527)
  - Kiełczew Smużny Trzeci (część miejscowości; 0287533)
- Leśnica (wieś; 0287540)
  - Stellutyszki (część miejscowości; 0287556)
- Lubiny (wieś; 0287562)
  - Babia Góra (część miejscowości; 0287579)
  - Dzierzny (część miejscowości; 0287585)
  - Siękno (część miejscowości; 0287591)
- Lucjanowo (wieś; 0287600)
- Mikołajówek (wieś; 0287622)
- Ochle (wieś; 0287639)
  - Dębowy Grunt (część miejscowości; 0287645)
  - Gęsiny (część miejscowości; 0287651)
  - Markowy Grunt (część miejscowości; 0287668)
- Podlesie (wieś; 0287674)
- Powiercie (wieś; 0287680)
- Powiercie Kolonia (wieś; 0287711)
- Przybyłów (wieś; 0287728)
- Ruchenna (wieś; 0287740)
- Skobielice (wieś; 0287757)
  - Skobieliczki (część miejscowości; 0287763)
- Sokołowo (wieś; 0287770)
  - Perłów Pierwszy (część miejscowości; 0287786)
  - Przedsokołowo (część miejscowości; 0287792)
  - Sokołowo-Majątek (część miejscowości; 0287800)
  - Zasokołowo (część miejscowości; 0287817)
- Stellutyszki (wieś; 0287556)
- Wandynów (wieś; 0287823)
- Witowo (wieś; 0287616)
- Wrząca Wielka (wieś; 0287830)
- Wrząca Wielka Kolonia (wieś; 0287846)
- Zawadka (wieś; 0287697)
  - Zamłynie (wieś; 0287705)

## Sąsiednie gminy
gmina Babiak, gmina Dąbie, gmina Grzegorzew, miasto Koło, gmina Kościelec, gmina Kramsk, gmina Osiek Mały